# Caisse nationale d'assurance-chômage
la Caisse Nationale d'Assurance Chômage (CNAC) est un organisme algérien chargé de l'indemnisation des salariés ayant perdu leur emploi pour raison économique, elle gère un fonds de crédit pour la création d'entreprises. Elle participe au service public de l’emploi.

## Histoire
La Caisse Nationale d’Assurance Chômage (CNAC) a été créée en juillet 1994, en tant qu'institution publique de sécurité sociale. Elle est chargée de l'indemnisation du chômage des anciens salariés qui perdent leur emploi pour raisons économiques. Elle gère le régime d’assurance-chômage mis en place en mai de la même année.
Cette activité, importante entre 1996 et 1999, a cependant diminué depuis. À côté du versement des indemnités, la CNAC a mis en place des mesures d’aide à la recherche d’emploi et à la reconversion. Depuis l’avènement du dispositif, environ 200 000 anciens salariés ont bénéficié d’une indemnité d’assurance chômage pendant une durée moyenne de 23 mois.
Depuis 2004, la CNAC est chargée de la mise en œuvre d’un dispositif de soutien à la création d’activité pour les chômeurs âgés de 35 à 50 ans (âge abaissé à 30 ans en 2010.

## Missions
Depuis sa création en 1994, en tant qu’institution publique de sécurité sociale, (sous tutelle du Ministère de l'Emploi, du Travail et de la Sécurité Sociale) ayant reçu pour vocation d’atténuer ou « amortir » les effets sociaux consécutifs aux licenciements massifs de travailleurs salariés du secteur économique décidés en application du plan d’ajustement structurel (PAS), la CNAC a connu différentes étapes dans son parcours, toutes caractérisées à chaque fois par la prise en charge de missions nouvelles qui lui sont confiées par les pouvoirs publics :

### L'indemnisation du chômage
À partir de 1994, la CNAC met en application le régime juridique d’indemnisation du chômage au profit des travailleurs salariés ayant perdu involontairement leur emploi pour des motifs économiques.
Premier métier de la CNAC dès sa création, l’indemnisation du chômage, a effectivement profité à la fin de 2006, à 189 830 chômeurs allocataires sur un total de 201 505 travailleurs licenciés dont les dossiers d’inscription ont été réceptionnés. Parmi les 189 830 allocataires pris en charge, 176 769 – soit 94 % du total des allocataires admis - ont épuisé leurs droits à la fin de 2006.
Les allocataires en situation de suspension de leurs droits, c’est-à-dire les allocataires ayant retrouvé un emploi en CDD ou bien maintenus dans les entreprises en voie de liquidation, sont au nombre de 5275.
La plus grande partie des entrées à l’assurance chômage s’étant produite entre 1996 et 1999, période de mise en œuvre intensive des mesures prévues par le PAS, une tendance à la baisse des effectifs des chômeurs inscrits à la CNAC s’est amorcée depuis.
Pour la première fois depuis l'indépendance du pays et dès Mars 2022, une allocation de chômage de 13000 dinars sera versée aux jeunes chômeurs primo-demandeurs d'emploi, âgés entre 19 et 40 ans.

### Les mesures actives
À partir de 1998 et jusqu'en 2004, la CNAC met en œuvre, les mesures actives destinées à la réinsertion des chômeurs allocataires que sont l’aide à la recherche d’emploi et l’aide au travail indépendant par un personnel spécialement recruté et formé – les conseillers animateurs – et dans des centres dotés d’infrastructures et d’équipements également destinés à cette fin. C’est ainsi que les réalisations suivantes ont été enregistrées :
- 11 583 chômeurs ont été formés par les conseillers animateurs aux techniques de recherche d’emploi.
- 2 311 chômeurs ont été accompagnés dans la création de leur micro-entreprise.
- 12 780 chômeurs ont suivi, à partir de 1998, des formations destinées à leur permettre d’acquérir de nouvelles qualifications en vue d’accroître leurs chances de réinsertion dans la vie professionnelle.
- Depuis 2004, en présence des faibles entrées à l’assurance chômage, l’activité de formation reconversion est en voie d’être réorientée vers les besoins des chômeurs promoteurs ainsi que des entreprises qui s’inscriront dans les mesures de promotion de l’emploi.

### L'aide à la création d’activités pour les chômeurs promoteurs âgés de 35 à 50 ans
Dans le cadre du Plan de soutien à la croissance économique (PSCE) et de l'application du programme du président de la République consacré à la lutte contre le chômage et la précarité, la CNAC s’est employée, à partir de 2004, en priorité à la mise en œuvre du dispositif de soutien à la création d’activité pour les chômeurs promoteurs âgés de 35 à 50 ans et ce jusqu'à juin 2010,

### Le dispositif de soutien à la création et à l’extension d’activités pour les chômeurs promoteurs âgés de 30 à 50 ans
Dès 2010 de nouvelles dispositions ont permis à la population âgée de 30 à 50 ans d'accéder à ce dispositif plusieurs avantages notamment, le montant global du seuil d'investissement porté à 10 millions de DA au lieu de 5 millions de DA ainsi que la possibilité de l'extension des capacités de production de biens et de services pour les promoteurs qui ont déjà leur activité.

### Le service public de l'emploi en Algérie
En application des textes de l'Organisation internationale du travail (OIT), un Service public de l’emploi est instauré en Algérie par le décret no 62-99 du 29 novembre 1962. Il est confié à l’Office national de la main-d’œuvre (ONAMO). Le dispositif sera ensuite remanié ou complété par des textes réglementaires ou législatifs à plusieurs reprises, notamment en 1963 (instauration d’un monopole sur les flux migratoires), 1971 (organisation de l’ONAMO).
En 1990, un changement de dénomination de l'ONAMO est décidé et l’Agence nationale de l’emploi (ANEM) voit le jour. D'autres établissements viennent participer au service public de l'emploi : la CNAC en 1994 ; en 1996, l’appui aux jeunes voulant créer leur entreprise est confié à l'Agence nationale de soutien à l'emploi des jeunes (ANSEJ).

### Missions
La CNAC a trois missions :
- L’indemnisation du chômage des salariés qui perdent leur emploi pour raisons économiques ;
- La mise en place de mesure actives d’aide à la recherche d’emploi ou à la reconversion ;
- Le financement de la création d’activités par des demandeurs d’emploi.

## Organisation
La CNAC compte environ 1 500 salariés. Elle a mis en place 13 agences régionales et 48 agences de wilaya, qui dépendent des premières. En outre, à côté des structures territoriales, 22 centres de recherche d'emploi et 48 centres d'aide au travail indépendant ont été constitués. Ces centres sont également rattachés aux agences régionales.
Le siège est installé à Alger. Le directeur général est Mahieddine Ouagnouni.